# Nicarágua nos Jogos Pan-Americanos de 2015
A Nicarágua competiu nos Jogos Pan-Americanos de 2015 em Toronto de 10 a 26 de julho de 2015. O país competiu em 7 esportes com 38 atletas e não conquistou medalhas nesta edição.